# Tornesch
Tornesch là một đô thị thuộc huyện Pinneberg, trong bang Schleswig-Holstein, nước Đức. Đô thị này có diện tích 20,62 km², dân số thời điểm 31 tháng 12 năm 2006 là 12.970 người. Đô thị này có cự ly khoảng 7 km về phía đông nam Elmshorn, và 25 km về phía tây bắc Hamburg.